# Campeonato Mundial de Tiro de 2025
El LV Campeonato Mundial de Tiro se celebrará en El Cairo (Egipto) entre el 6 y el 16 de noviembre de 2025 bajo la organización de la Federación Internacional de Tiro Deportivo (ISSF) y la Federación Egipcia de Tiro Deportivo.
Las competiciones se realizarán en el campo de tiro ubicado en el complejo deportivo Egypt International Olympic City. En esta edición solo se disputarán pruebas de tiro de precisión en las modalidades de pistola y rifle.